# Lil Mabu
Меттью Пітер ДеЛука (народився 4 квітня 2005 року), більш відомий під псевдонімом Lil Mabu — американський репер з Нью-Йорка, який став популярним після випуску синглу «No Snitching» у 2022 році. У 2023 репер знову став вірусним у соціальних мережах після виходу треку «Mathematical Disrespect».

## Кар'єра
ДеЛука розпочав реп-кар'єру у 2019 році. Свою першу популярність репер отримав після випуску пісні «Miss Me» у 2020 році. У 2022 році пісня ДеЛуки «No Snitching», записана спільно з Dusty Locane, стала вірусною у додатку для обміну відео TikTok. Дебютний мікстейп ДеЛуки Double M's вийшов 30 червня 2022 року.
ДеЛука працював з такими артистами, як Howiee OO, Ej Banks, ZayBinSteppin, Kay Flock, Dougie B, DThang, DD Osama та Sha EK.
У травні 2023 року ДеЛука випустив пісню «Mathematical Disrespect». Пісня потрапила у чарти США, Великобританії та Ірландії, ставши його першим записом у будь-якому світовому музичному чарті.

## Особисте життя
У 2023 ДеЛука закінчив Collegiate School, приватну школу на Мангеттені. Репера критикували за жорстокий ліричний зміст його музики, що не співпадає з його відносно розкішним і затишним способом життя.

## Дискографія
| Назва      | Деталі                                                                                           |
| ---------- | ------------------------------------------------------------------------------------------------ |
| Double M's | - Випущено: 30 червня 2022 р. - Лейбл: незалежний реліз - Формат: цифрове завантаження, стриминг |